# Masahiro Akimoto
Masahiro Akimoto (født 15. april 1979) er en tidligere japansk fodboldspiller.
Han har spillet for flere forskellige klubber i sin karriere, herunder Sanfrecce Hiroshima.